# Gladiolus somalensis
Gladiolus somalensis là một loài thực vật có hoa trong họ Diên vĩ. Loài này được Goldblatt & Thulin miêu tả khoa học đầu tiên năm 1995.